# Pedro Perotti
Pedro Henrique Perotti (* 22. November 1997 in Seberi), auch bekannt als Perotti, ist ein brasilianischer Fußballspieler.

## Karriere
Pedro Perotti erlernte das Fußballspielen in der Jugendmannschaft von Chapecoense in Chapecó. Nach der Jugend unterschrieb er hier im Januar 2017 auch seinen ersten Vertrag. Der Verein spielte in der ersten Liga, der Série A. 2016 und 2017 gewann er mit dem Verein die Staatsmeisterschaft von Santa Catarina. Im Juli 2018 wechselte er auf Leihbasis nach Portugal, wo er mit Nacional Funchal, einem Verein aus Funchal, elfmal in der zweiten Liga spielte. Nach der Ausleihe kehrte er im August 2020 zu Chapecoense zurück. Mittlerweile war Chapecoense in die Série B abgestiegen. 2020 wurde er mit dem Verein Meister der Liga und stieg wieder in die erste Liga auf. Im gleichen Jahr gewann er zum dritten Mal die Staatsmeisterschaft von Santa Catarina. Im Februar 2023 wechselte er auf Leihbasis zum japanischen Erstligisten FC Tokyo.

## Erfolge
Chapecoense
- Staatsmeisterschaft von Santa Catarina: 2016, 2017, 2020
- Série B: 2020